# ネクロポリス

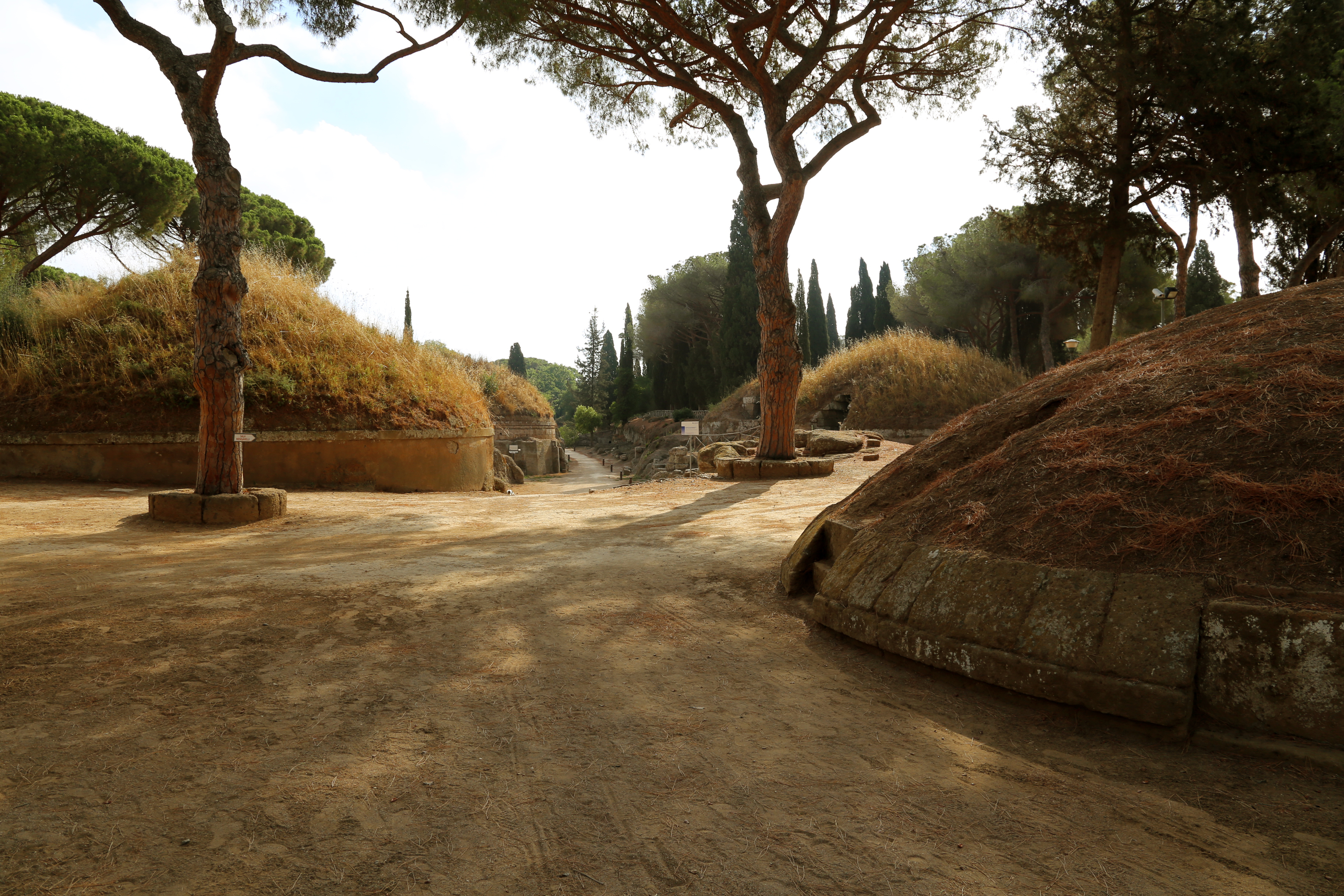
バンディタッチャのネクロポリス（イタリア、チェルヴェーテリ）

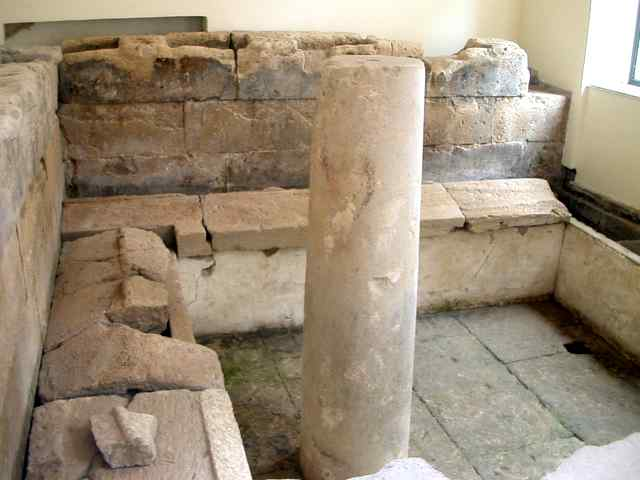
ターラントのネクロポリス、運動選手の墓（イタリア）

ネクロポリス（necropolis, 複数形：necropolises または necropoleis）とは、巨大な墓地または埋葬場所である。語源は、ギリシャ語の「nekropolis（死者の都）」。大都市近郊の現代の共同墓地の他に、古代文明の中心地の近くにあった墓所、しばしば人の住まなくなった都市や町を指す。

## 世界のネクロポリス

### アメリカ合衆国
- コルマ（en:Colma, California）（カリフォルニア州）

### アルジェリア
- Nepasa

### イギリス

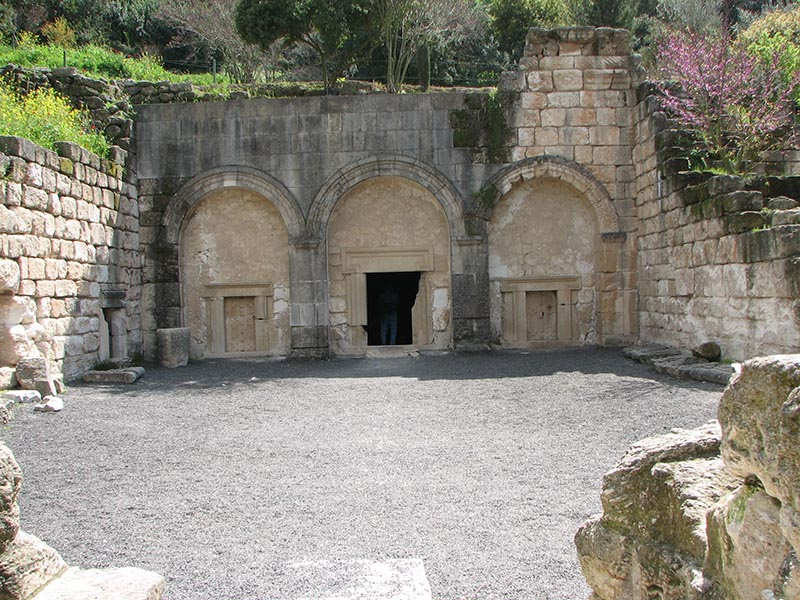
ベイト・シェアン（イスラエル）

- ブロックウッド墓地（en:Brookwood Cemetery）
- London Necropolis railway station（en:London Necropolis railway station）
- ロンドン葬儀会社（en:London Necropolis Company）
- グラスゴー共同墓地（en:Glasgow Necropolis）

### イスラエル
- ベイト・シェアン（Beit She'arim）

### イタリア
- バンディタッチャのネクロポリス（チェルヴェーテリ）
- リーパリ（エオリア諸島）
- ロクリ
- パンタリカ岩石墓地（en:Necropolis of Pantalica）（シチリア）
- ターラント

### エジプト

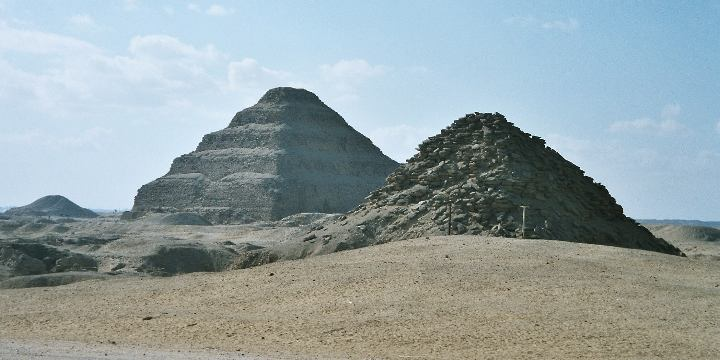
サッカラのネクロポリス（エジプト）

- カイロ
- ギザの大ピラミッド
- メンフィス
- サッカラ（en:Saqqara）[1]
- スィーワ・オアシス（en:Siwa Oasis）

### ウズベキスタン
- シャーヒ・ズィンダ廟群

### オーストラリア
- ロックウッド墓地（en:Rookwood Necropolis）（シドニー)

### オーストリア
- 皇帝地下墓所（en:Imperial Crypt）（ウィーン）
- ズルム渓谷のネクロポリス（Sulm valley necropolis）

### カナダ
- ネクロポリス墓地（en:Necropolis Cemetery）（トロント）

### キプロス
- アマトゥス（en:Amathus）

### キューバ
- コロン墓地（Colón Necrópolis）（ハバナ）
- サン・カルロス・ボロメオ墓地（en:Necropolis de San Carlos Borromeo）（マタンサス）

### クロアチア
- Stara Novalja（en:Stara Novalja）（パグ島の村）

### スウェーデン
- ビルカ
- ホーヴゴーデン

### 中国
- 兵馬俑
- 明の十三陵

### トルコ
- アンタルヤ
- ヒエラポリス-パムッカレ

### パキスタン
- マクリーの丘（en:Makli Hill）（タッター）
- チャウカンディー（en:Chaukundi）（カラチ近郊）

### バチカン
- バチカン地下のネクロポリス（en:Vatican Necropolis）[2]

### フランス
- アリスカン（ アルル）
- パンテオン（ パリ）
- ペール・ラシェーズ墓地（パリ）
- サン＝ドニ大聖堂（サン＝ドニ）

### ブルガリア
- ヴァルナ墓地（en:Varna Necropolis）（ヴァルナ州）[3]

### ペルー
- パラカス（en:Paracas）

### ポーランド

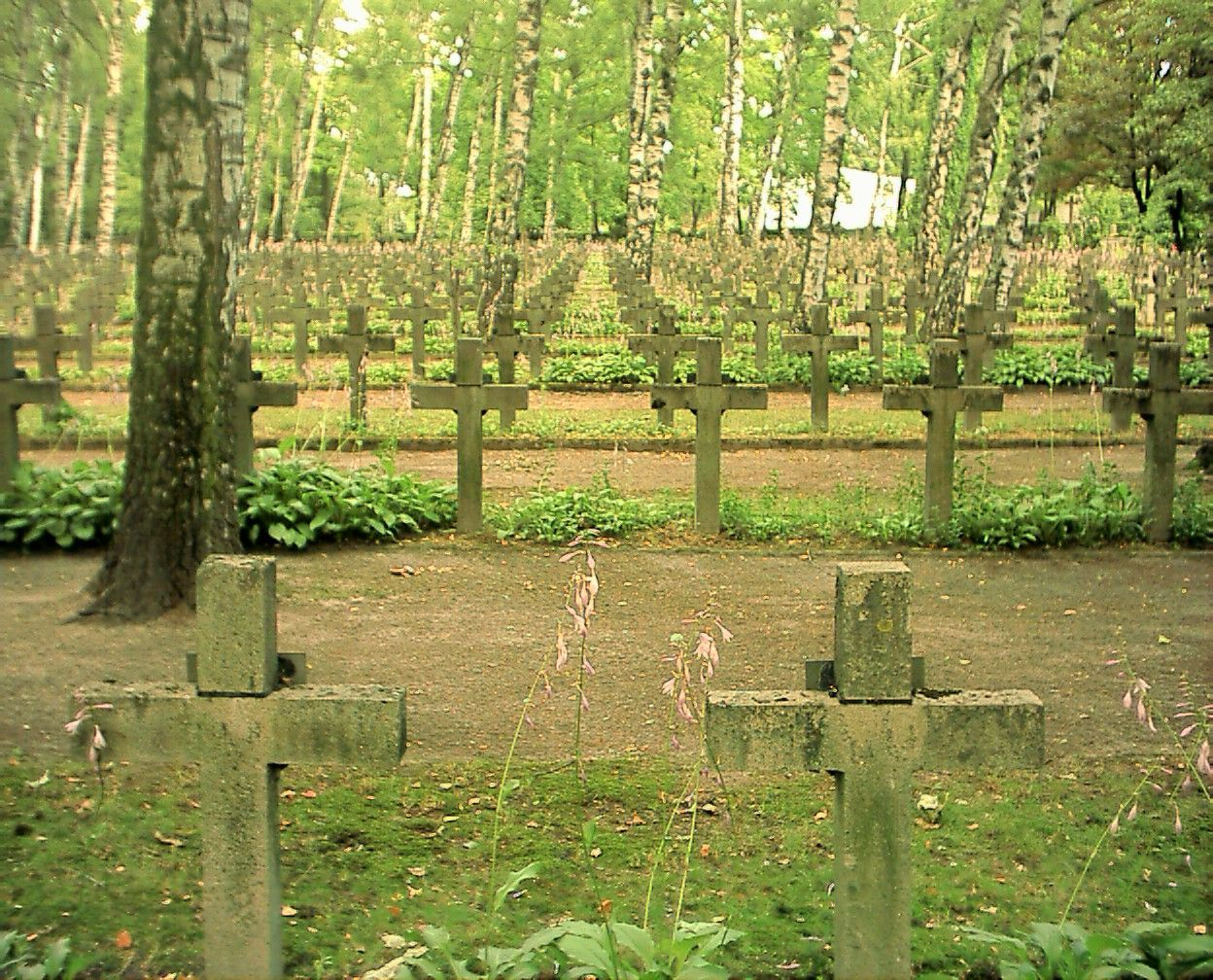
ボヴォンズキ墓地の「ワルシャワの戦い」の区画（ポーランド、ワルシャワ）

- ボヴォンズキ墓地（en:Powązki Cemetery）（ワルシャワ）

### ボスニア・ヘルツェゴビナ
- ラディムリャ（Radimlja）

### マルタ
- ハル・サフリエニ地下墳墓

### マレーシア
- ニルヴァーナ・メモリアル・パーク（en:Nirvana Memorial Park）

### モロッコ
- シェラ（en:Chellah）[4]

### ロシア
- ホヴァンスコエ墓地 (モスクワ郊外、ヨーロッパ最大の墓地)
- クレムリンの壁墓地（en:Kremlin Wall Necropolis）（モスクワ）

## 参照
- この記事にはアメリカ合衆国内で著作権が消滅した次の百科事典本文を含む: Chisholm, Hugh, ed. (1911). "Necropolis". Encyclopædia Britannica (英語). Vol. 19 (11th ed.). Cambridge University Press.